# Mourecotelles spinolae
Mourecotelles spinolae är en biart som först beskrevs av Crawford och Stephen J. Titus 1904.  Mourecotelles spinolae ingår i släktet Mourecotelles och familjen korttungebin. Inga underarter finns listade i Catalogue of Life.